# Тентакли (хентай)

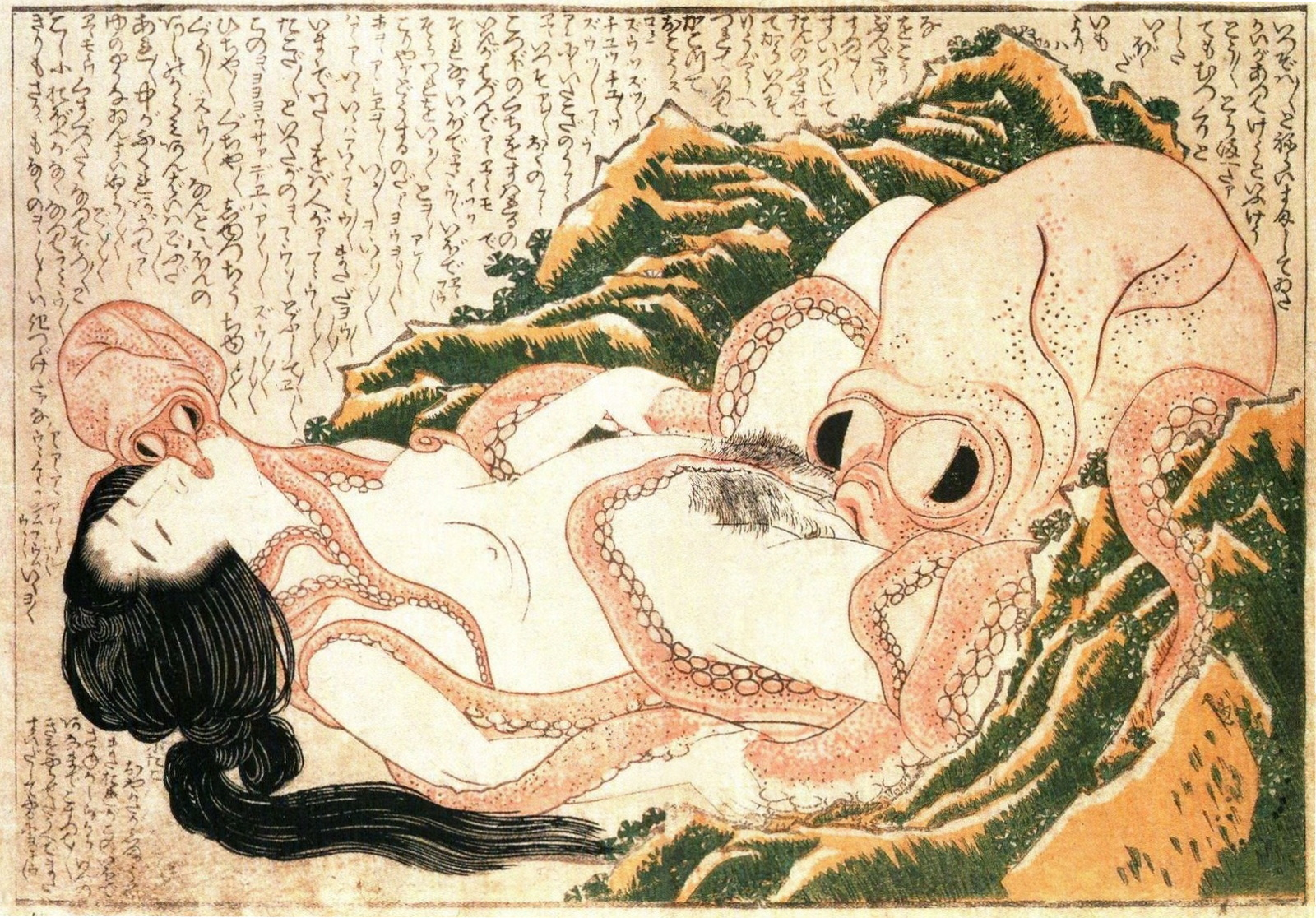
«Сон жены рыбака» Хокусая (1814 г.) — гравюра по дереву, изображающая половое сношение женщины и пары осьминогов

Тента́кли (от лат. tentacula «щупальце») — щупальца хентайных монстров, а также жанр хентая (яп. 触手責め сёкусюдзэмэ, «пытка щупальцами», означает изнасилование тентаклями). Обычно образ щупалец объединяется с образом агрессивных фаллосов, насилующих героиню (героя). Их существование объясняется вторжением пришельцев или демонов на планету Земля.
Первые японские нэцкэ, изображающие соитие женщины с морскими обитателями, датируются XVII веком. Изобретателем современного жанра считается Тосио Маэда, чья манга Urotsukidoji (1986) принесла большую популярность хентаю с тентаклями.